# Moară

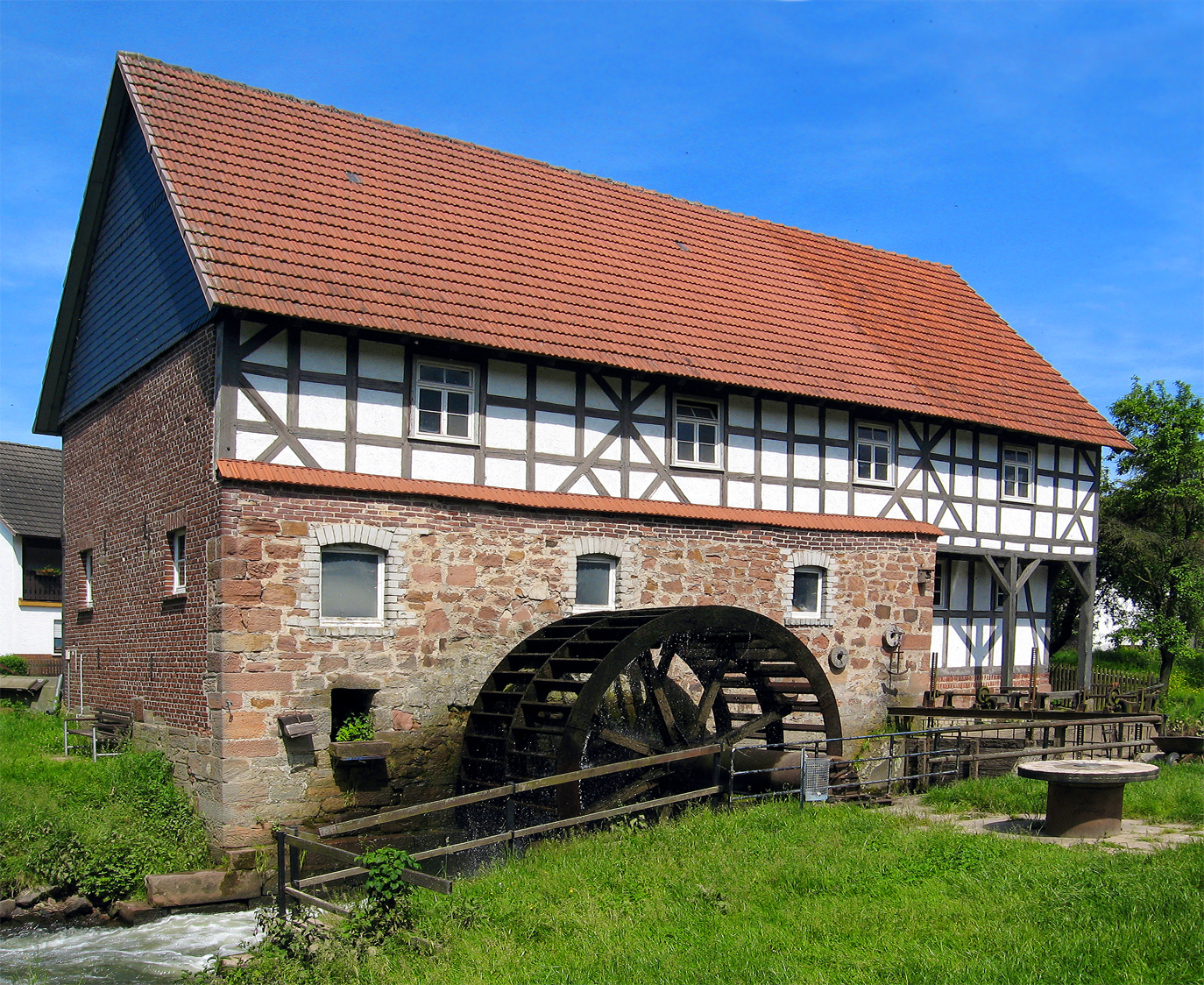
Moară de apă

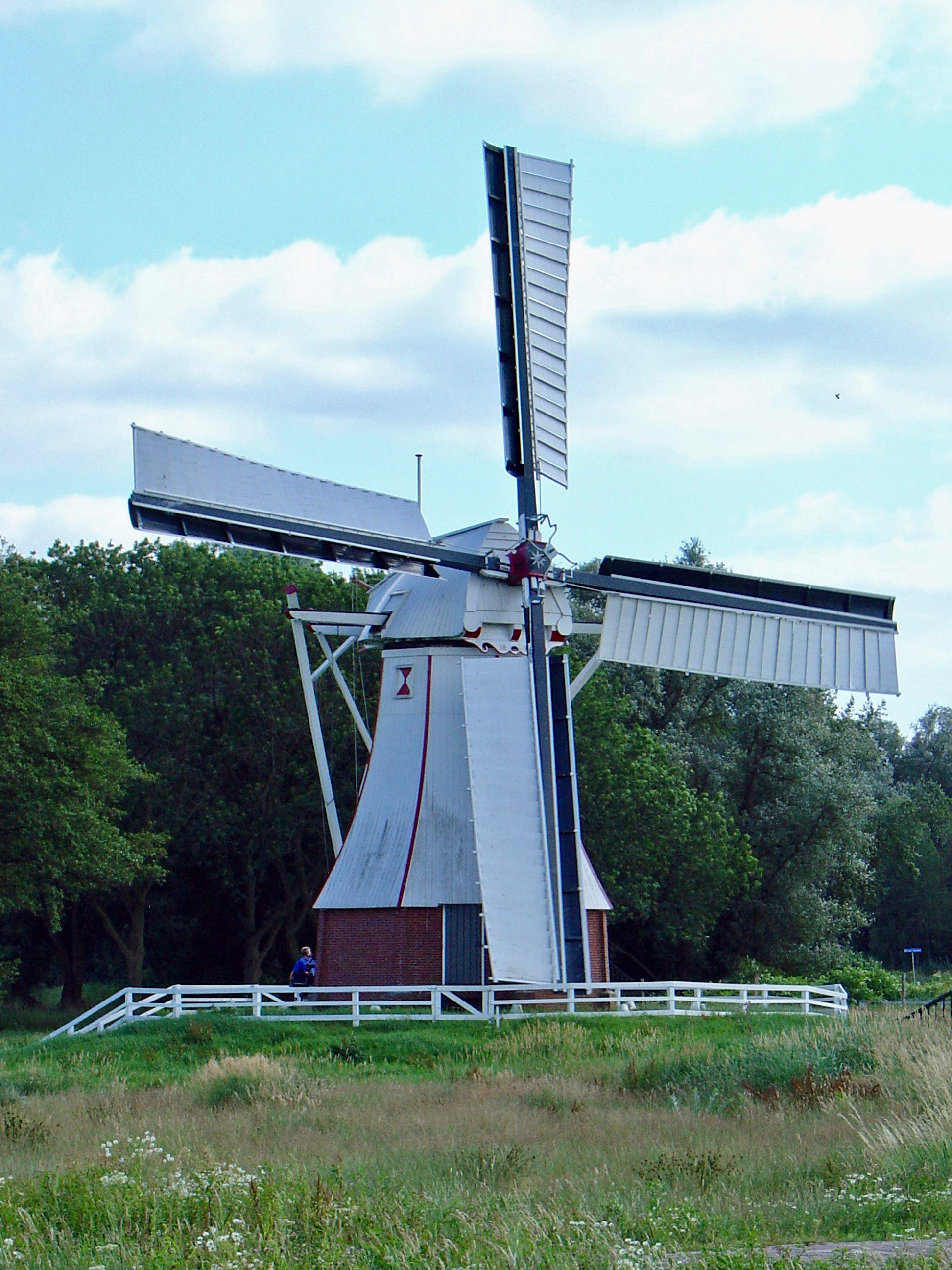
Moară de vânt

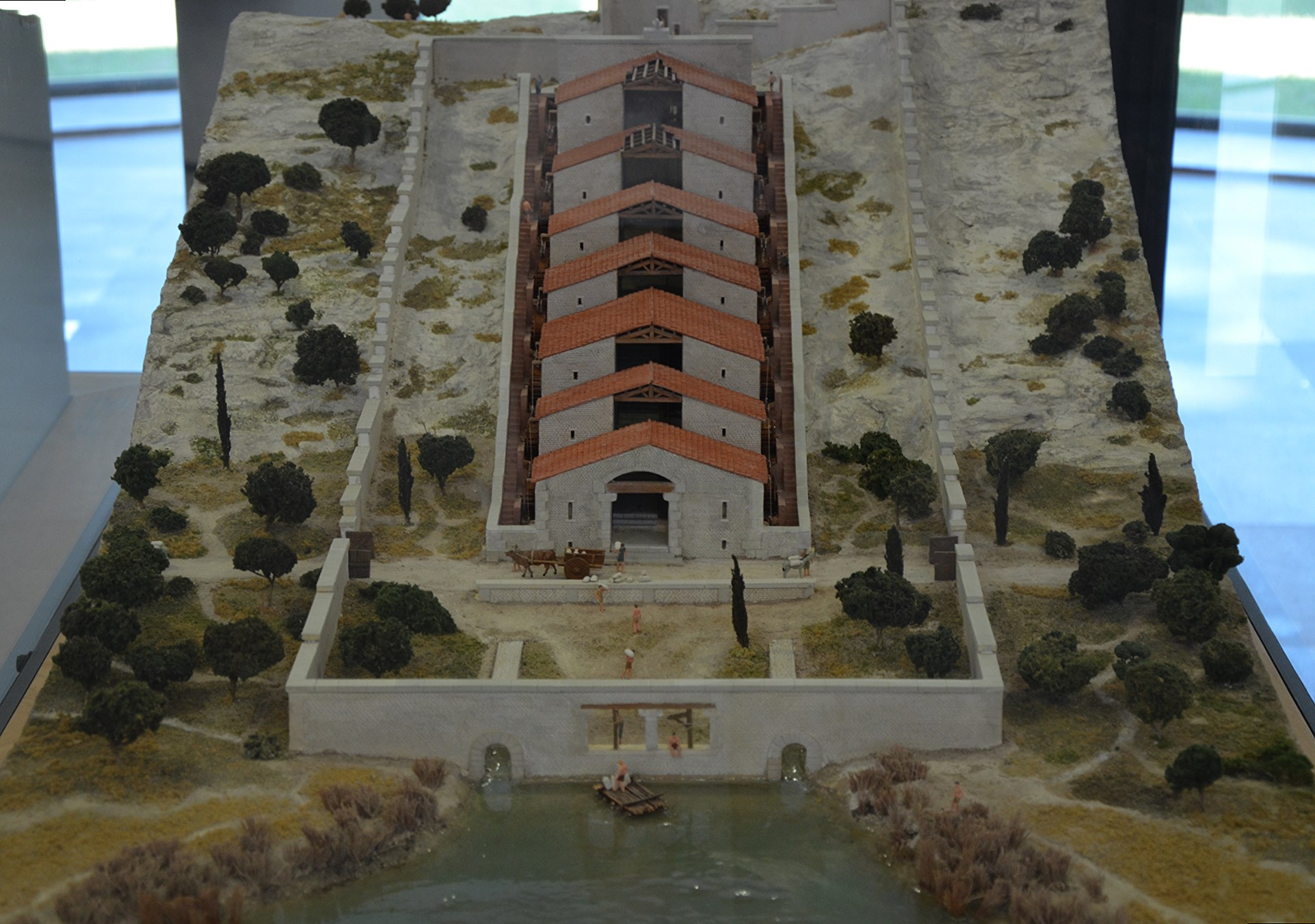
Modelul morilor antice de la Barbegal (Franţa)

Moara este o mașină folosită la măcinarea cerealelor, pentru a se obține făină și mălai, sau la fărâmițarea diferitor materiale, precum cărbunele sau minereurile, în granule de dimensiuni mici.

## Etimologie
Substantivul românesc moară este moștenit din latină mola: „piatră de moară”, „moară”.

## Clasificări
După construcție, morile se clasifică în:
- Moară cu bile
- Moară cu tăvălugi
- Moară cu valțuri
- Moară cu fluid.

Moara cu bile este constituită dintr-o tobă cu diametrul de 0,9-5 m și lungimea de 0,9–8 m, în care se rotesc bile de fontă, oțel ș.a. Se folosește în industria minieră la fărâmițarea cărbunelui, minereului, la producerea cimentului etc.
Moara cu tăvălugi (numită și moară chiliană sau colergang) este alcătuită dintr-o cupă metalică în care se rostogolesc tăvălugi de metal, strivind materialul încărcat, și din câteva lopeți îndoite pentru amestecarea acestuia. Este folosită la producerea ceramicii și a materialelor refractare.
Moară cu valțuri (numită și concasor cu cilindri netezi) alcătuit din doi cilindri cu diametre egale, cu suprafețe netede, așezați orizontal și paralel. Se rotesc în sens contrar unul față de altul cu același număr de turații sau cu viteze diferite.
Moara cu fluid macină materialul până la granule de 0,001-0,005 mm diametru, care se debitează în ejectoare alimentare cu aer comprimat (4-8 atmosfere) sau cu abur supraîncălzit.
Complexul roman de mori de la Barbegal (Franța) a funcționat între sec. III-V d.C. Cuprindea 16 mori în cascadă, în 2 rânduri, câte 8 mori de fiecare parte. Folosea apa adusă de apeductul care alimenta orașul învecinat Arles (Franța). Morile se găseau într-o clădire de 61 m lungime și 21 m lățime, pe versantul unui deal cu panta de 30°. Pe zi produceau 4,5 tone făină, cu care era aprovizionată populația orașului Arles (12.500 locuitori). Azi mai există numai ruine ale acestui unic complex de mori. Așa ceva n-a mai existat nicăieri în lume.